# Mikrometeorit

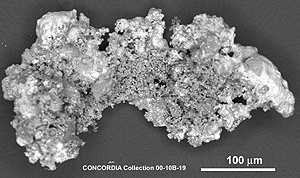
Mikrometeorit aus dem antarktischen Schnee

Mikrometeoriten (auch ...meteorite) sind winzige Meteoriten mit einer Größe von typischerweise einigen hundert Mikrometern bis zu einigen Millimetern. Mikrometeoriten stehen in enger Beziehung zum interplanetaren Staub. Beim Eintritt in die Erdatmosphäre weisen sie typischerweise Geschwindigkeiten von 11 bis 72 km/s auf. Sie sind mit Durchmessern von meist unter 1 mm zu klein zum Verglühen, da sie beim Eindringen in die Hochatmosphäre wegen ihrer geringen Masse rasch abgebremst werden. Fundstellen sind Flachdächer von Häusern, Wüstengebiete wie die Atacama-Wüste oder Ablagerungen in der Tiefsee.

## Zusammensetzung und Herkunft
Etwa 95 % des auf die Erde einfallenden interplanetaren Materials besteht aus Mikrometeoriten. Mineralogisch und in der chemischen Zusammensetzung ähneln die meisten Mikrometeoriten den kohligen Chondriten und nur verhältnismäßig wenige den gewöhnlichen Chondriten; bei den makroskopischen Meteoriten ist es umgekehrt.
Falls Mikrometeoriten hauptsächlich aus dem Asteroidengürtel stammen, was jedoch nicht gesichert ist, repräsentieren sie vermutlich besser die Häufigkeit der verschiedenen Typen von Asteroiden im Asteroidengürtel als makroskopische Meteoriten. Die Herkunft der Mikrometeoriten von Kometen wird ebenfalls diskutiert.